# Allgemeine Fischerei-Zeitung
Die Allgemeine Fischerei-Zeitung (AFZ) war eine seit dem 19. Jahrhundert bis 1970 erschienene Zeitschrift mit Schwerpunkt Fischerei. Laut ihrem Untertitel war das Blatt zugleich das „Organ des Deutschen Fischerei-Verbandes e.V., [der] Union der Berufs- und Sportfischer, der Deutschen Sportfischer-Vereinigung e.V. und aller angeschlossenen Landesfischereiverbände“, insbesondere des in München angesiedelten Landesfischereiverbands Bayern.
Das vierzehntäglich erschienene Periodikum erschien zeitweilig bei Kaiser, im Bayerischen Landwirtschaftsverlag und in der Urheberschaft unter dem Bayerischen Staatsministerium für Ernährung, Landwirtschaft und Forsten. Auch die Körperschaften wie der Landesfischereiverband Süd-Württemberg-Hohenzollern sowie der Landesfischereiverband Westfalen und Lippe waren an einzelnen Ausgaben beteiligt.
Unter dem Abkürzungs-Titel „ALLG FISCH ZTG“ erschien die AFZ als „Neue Folge“ ab 1886 als Nachfolgerin der Bayerische Fischerei-Zeitung. Die teils als Beilage beigegebene Zeitschrift Der Werfer ging in der AFZ auf.
Bis hinein in den Zweiten Weltkrieg wurden die Jahrgangsbände doppelt gezählt. 1943 bis 1994 enthielt das Blatt zudem die Nachrichten der Landesfischereiverbände Bayern, Süd-Württemberg-Hohenzollern, Westfalen und Lippe, Württemberg-Baden. Im selben Zeitraum ging die Druckausgabe vorübergehend in der Zeitschrift Fischerei-Zeitung auf.
Als Supplement waren der AFZ teils die Schriften Württembergischer Fischereitag: Württembergischer Landesfischereitag sowie Deutscher Fischerei-Verein: Hauptversammlung des Deutschen Fischereivereins beigegeben.
Die AFZ wurde fortgesetzt durch die AFZ-Fischwaid. Allgemeine Fischerei-Zeitung. Anglersportmagazin. Illustrierte Zeitschrift für die Sportfischer-Familie, später die Fischwaid.
Ältere Ausgaben der AFZ und ihrer verschiedenen Titel wurden über die Biodiversity Heritage Library (BHL) online zugänglich gestellt.